# 第2軍団イタリカ

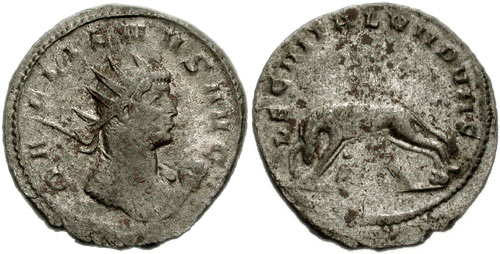
ガッリエヌス発行による貨幣。第2軍団イタリカの象徴である牝狼と双子が見受けられる。裏面には「LEG II ITAL VII P VII F」とあり、これは「第2軍団(LEG II = LEGIO II)イタリカ(ITAL = ITALICA) VII P VII F= VII PIA VII FIDELIS （後述）」の意味である。

第2軍団イタリカ (ラテン語: Legio II Italica) は、ローマ軍団の一つ。165年にマルクス・アウレリウス・アントニヌスによって第3軍団イタリカと同時に編成、当時同時に戦っていたゲルマニアとパルティアへの備えとした。軍団の紋章は女狼と双子、すなわちロムルスとレムスであり、これは当時の皇帝アウレリウスと共同皇帝であったルキウス・ウェルスも表していた。
当初の軍団の駐屯地はドナウ川流域のノリクム(Noricum)、この地はゲルマン人が侵入が激しかった地であった。その後軍団はラウリアクム（Lauriacum - 現オーストリア、リンツ近郊）に移動する。
五皇帝の年（193年）にはセプティミウス・セウェルスの指揮のもとローマに進軍、セウェルスの帝位継承のために戦う。その労力に際し、セウェルスからフィデリス(Fidelis - 『忠実な軍団』の意）の称号を授かる。その後セウェルスは軍団をペスケンイウス・ニゲルやクロディウス・アルビヌス、そして自らのパルティア侵攻に投入するつもりであったらしい。
軍人皇帝の時代は帝位を求める者に取って軍団の影響力は欠かせなかった。その中で軍団はガッリエヌスを支持、その労に対して「セプティエス・ピア・セプティエス・フィデリス（VII Pia VII Fidelis - 『７倍誠実で７倍忠実な軍団』の意）」というコグノーメンを贈られた。
5世紀の初頭には軍団は最初の駐屯地であるノリクムへと戻り、ここに駐屯した記録が最後となっている。